# Africa Online
Africa Online Holding Ltd., parfois abrégé en AFOL, est un fournisseur d'accès à Internet africain.
Basé à Nairobi, au Kenya, il fournit des accès à Internet dans huit pays africains, Kenya, Côte d'Ivoire, Ghana, Namibie, Swaziland, Tanzanie, Ouganda, Zimbabwe. Les services proposés par l'entreprise comprennent l'accès dial-up à l'Internet, la location de lignes, des services de courriel, des connexions VSAT et DSL, des services WAN et VPN pour les particuliers et les entreprises. En 2007, il devient une filiale de l'opérateur sud-africain Telkom SA.

## Histoire

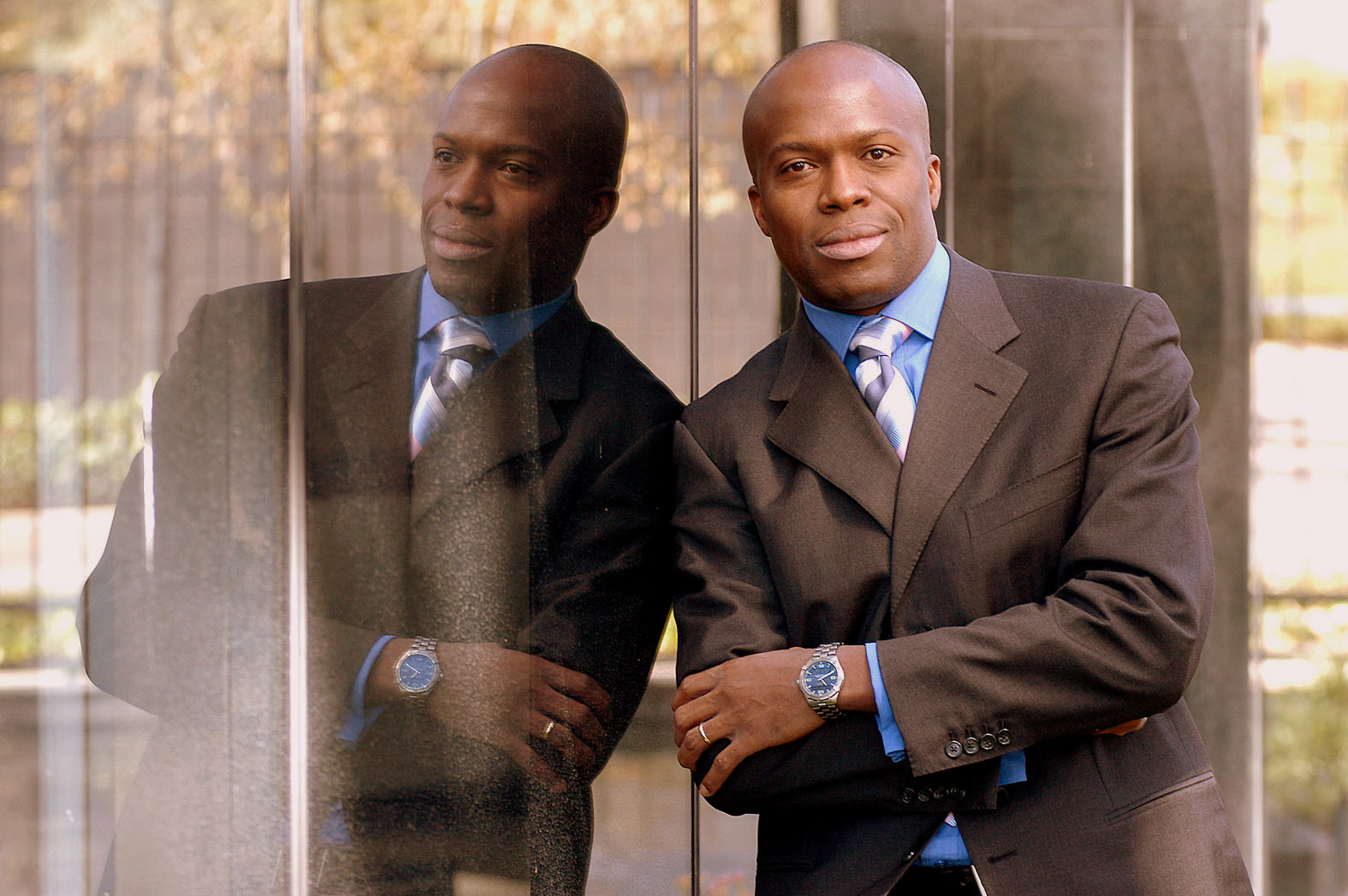
A. Makatiani cofondateur d'Africa Online.

L'entreprise est fondée en 1994 par Ayisi Makatiani, Karanja Gakio et Amolo Ng'weno, trois Kényans qui se sont rencontrés au cours de leurs études dans la ville de Cambridge au Massachusetts. Makatiani et Gakio étudiaient au MIT tandis que Ng'weno était à Harvard. L'idée de création est développée au sein d'une communauté virtuelle hébergée au MIT, appelée KenyaNet, une communauté africaine en ligne formée et animée par les étudiants et hébergée sur les serveurs du MIT,.
Avec la démocratisation d'Internet, Africa Online change de mission pour se concentrer sur la connexion des Africains à Internet. En 1995, l'entreprise est achetée par International Wireless, de Boston, qui deviendra plus tard Prodigy (en). Au cours de cette période, Africa Online devient le plus grand fournisseur d'accès au Kenya et s'étend à la Côte d'Ivoire en 1995, puis au Ghana, à la Tanzanie, l'Ouganda, la Zambie, le Zimbabwe et le Swaziland, tandis que les trois fondateurs continuent à la diriger. L'entreprise acquiert plusieurs fournisseurs d'accès tels que Pipex Internet Solution (Swaziland), Net2000 (Kenya), UUNET (Namibie) et Swift Global (Ouganda).
En 1998, Prodigy vend l'entreprise à l'African Lakes Corporation, laquelle était une entreprise ancienne, cotée à la Bourse de Londres depuis 1877 et qui se diversifiait, ses activités traditionnelles étant l'agriculture et l'extraction de minerai. Pendant un temps, l'entreprise a les faveurs des investisseurs, se retrouvant cotée à la Bourse de Nairobi en 2001. Puis, ses actions dévissent et elle est, en 2003, retirée de la cote tant à Londres qu'à Nairobi. À ce moment, les trois fondateurs avaient quitté l'entreprise.
Africa Online est vendue à Telkom SA en 2007.
 (août 2017).